# Hydropsyche pellucidula
Hydropsyche pellucidula là một loài Trichoptera trong họ Hydropsychidae. Chúng phân bố ở miền Cổ bắc.